# Français Pour Une Nuit
Français Pour Une Nuit is een livealbum van de Amerikaanse metalband Metallica, dat op 7 juli 2009 in de Arena van Nîmes in Frankrijk werd opgenomen. In deze arena heeft de Duitse band Rammstein ook een deel van hun album Völkerball opgenomen. Het album kwam in Frankrijk uit op 23 november 2009. Op Français Pour Une Nuit staan niet alleen de bekende hits van Metallica, maar ook enkele weinig gespeelde nummers zoals Dyers Eve en Motorbreath en nieuw materiaal van het album Death Magnetic. 
Français Pour Une Nuit maakt deel uit van het drieluik live-DVD's dat Metallica in 2009 opnam in Quebec (Quebec Magnetic), Mexico-Stad (Orgullo, pasión y gloria) en Nîmes.

## Setlist
1. "The Ecstasy of Gold" (Intro) – 2:40
2. "Blackened" – 5:40
3. "Creeping Death" – 6:25
4. "Fuel" – 4:33
5. "Harvester of Sorrow" – 6:07
6. "Fade to Black" – 8:40
7. "Broken, Beat & Scarred" – 6:35
8. "Cyanide" – 7:52
9. "Sad But True" – 5:43
10. "One" – 7:53
11. "All Nightmare Long" – 9:32
12. "The Day That Never Comes" – 8:30
13. "Master of Puppets" – 8:40
14. "Dyers Eve" – 6:36
15. "Nothing Else Matters" – 5:54
16. "Enter Sandman" – 9:20
17. "Stone Cold Crazy'' (Queen cover) – 2:30
18. "Motorbreath" – 5:44
19. "Seek & Destroy" – 13:07

## Bezetting
- James Hetfield - slaggitaar en zang
- Lars Ulrich - drums
- Kirk Hammett - leadgitaar en achtergrondzang
- Robert Trujillo - basgitaar en achtergrondzang